# Karlstad IBF
Der Karlstad IBF ist ein schwedischer Unihockeyverein aus Karlstad. Sowohl die Herren- wie auch die Damenmannschaft spielt in der Svenska Superligan, der höchsten schwedischen Spielklasse.

## Geschichte
2001 fusionierten die beiden Vereine Sjöstad IF und der NB87. Beide Mannschaften haben in der Vergangenheit in der Vergangenheit große Erfolge feiern können. Ab der Saison 2015/16 trat der Verein in der nationalen Meisterschaft unter dem Namen Karlstad IBF an den Start.
Nach der Saison 2016/17 stiegen die Herren wieder in die Allsvenskan ab. Die Damen bleiben in der höchsten schwedischen Spielklasse.

## Stadion
Seine Heimspiele trägt der Verein in der Colorama Arena aus. Die Sporthalle wurde speziell für den Zweck von Unihockeyspielen konzipiert. Sie bietet Platz für 850 Zuschauer.

## Erfolge und Statistiken

### Statistiken

#### Zuschauer
| Jahr    | ø   |
| ------- | --- |
| 2015/16 | 775 |
| 2016/17 | 688 |

#### Topscorer
| Jahr    | Name         | Sp | T  | A  | P  |
| ------- | ------------ | -- | -- | -- | -- |
| 2015/16 | Adam Colling | 24 | 33 | 15 | 48 |
| 2016/17 | Adam Colling | 32 | 40 | 27 | 67 |